# Serrat des Encantàries
El Serrat des Encantàries és un serrat de l'Alta Ribagorça que es troba dins de l'antic terme de Durro, pertanyent actualment al de la Vall de Boí. És just al nord del poble de Durro.
El seu límit occidental, més baix, és la Roca d'Espà, de 1.411,4, i l'oriental, el més alt, la Roca de la Feixa, de 2.092,2.